# Davos Glaris

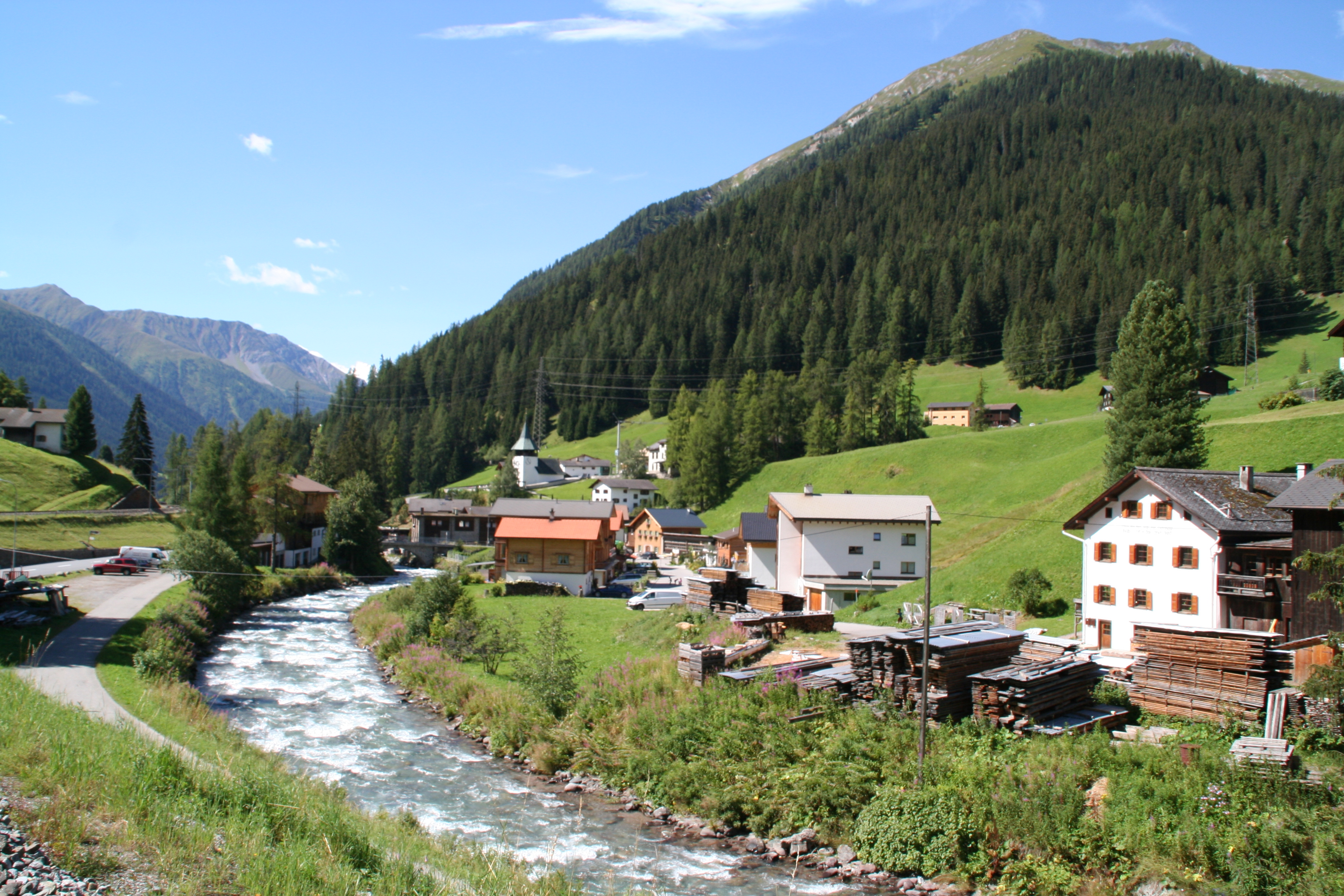
Ansicht von Osten

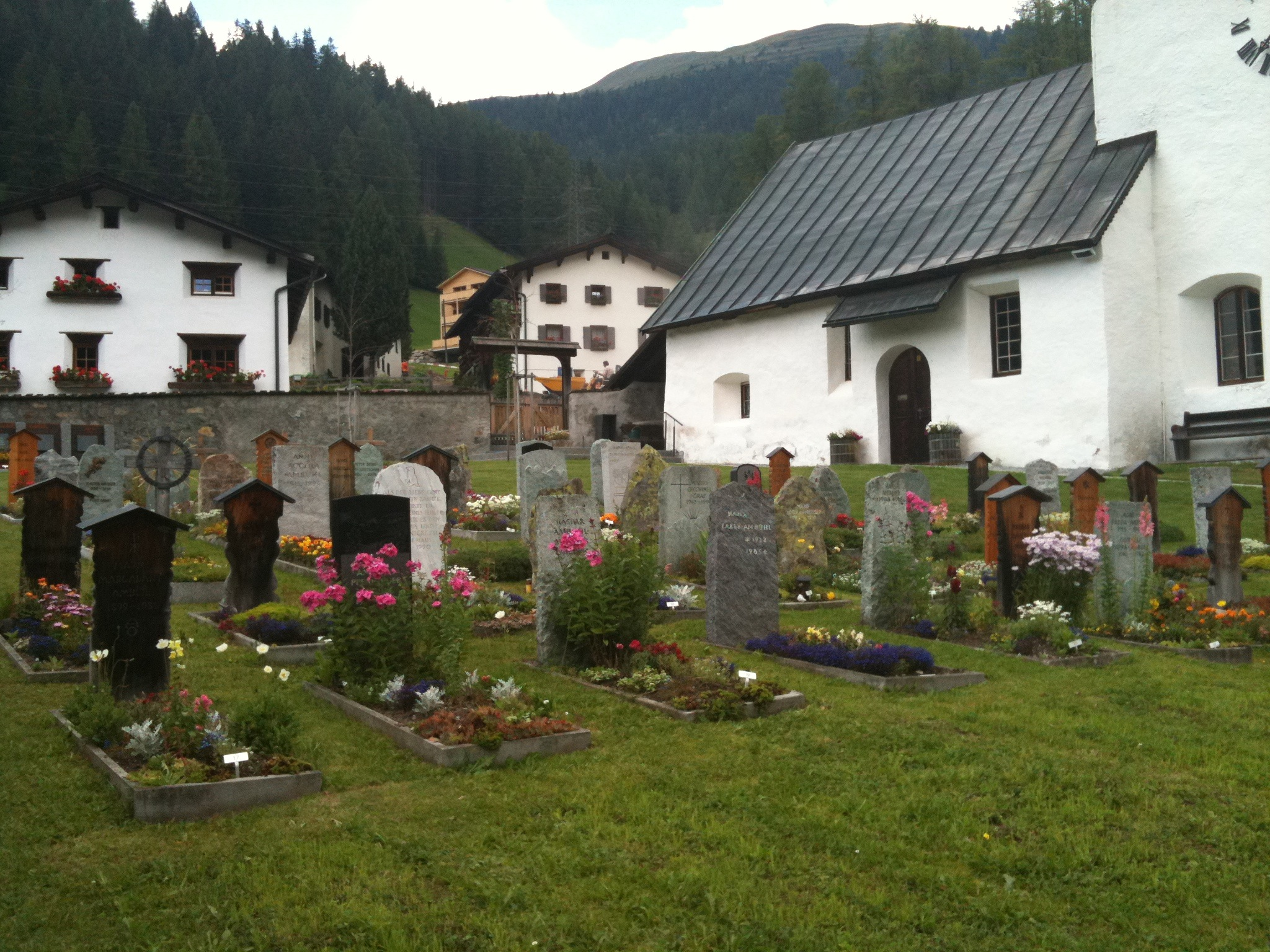
Dorffriedhof bei der reformierten Kirche

Davos Glaris, ein Ortsteil (bis Ende 2018 eine Fraktionsgemeinde) der Landschaft Davos, ist eine Walsersiedlung im Schweizer Kanton Graubünden. Der Ort liegt auf 1457 m ü. M. am Landwasser, unterhalb des Rinerhorns, welches als Skigebiet mit einer Gondelbahn erschlossen ist. Die ein Gebiet von etwa 30 km² umfassende Fraktion hat 441 Einwohner.
Wie die gesamte Landschaft Davos wurde Glaris Ende des 13. Jahrhunderts von den Walsern besiedelt. Um 1350 wurde die Kirche St. Nikolaus erbaut, die 1613 und 1682 Umbauten erfuhr. Bis Anfang des 20. Jahrhunderts spielte der Ackerbau (Gerste, Roggen) eine bedeutende Rolle, seither sind Viehzucht und Tourismus die vorherrschenden Erwerbszweige. Eine der Hauptattraktionen Glaris' war nebst dem Skifahren ein jährliches Hornschlittenrennen. Dieses findet seit dem Jahre 2006 nicht mehr statt.